# Teatro Malibran
Teatro Malibran, tidligere Teatro San Giovanni Grisostomo, er et operahus i Venedig. Det er kendt for sin store betydning for opera i det 17. og 18. århundrede. Teatret er rigt udsmykket og indeholder fem etager med teaterbokse og en stort parterre.
Teatro Malibran blev tegnet af Thomas Bezzi for Grimani-familien, og teatret blev indviet under karnevallet i 1678 med en opførelse af Vespasiano af Carlo Pallavicino. Teatret havde den største scene i Venedig og var kendt for sine ekstravagante produktioner og gode sangere som fx Margherita Durastanti, der var teatrets prima donna fra 1709 til 1712. I teatrets storhedstid var komponister som Carlo Francesco Pollarolo, Alessandro Scarlatti og Georg Friedrich Händel tilknyttet teatret.
I 1730'erne satte en nedgangstid imidlertid ind for teatret, selvom det kunne holde sin position som det førende teater i Venedig indtil midten af det 18. århundrede. I 1737 da Carlo Goldoni fik ansvaret for teatret, begyndte man at opføre en del skuespil, herunder en del komedier af Goldoni selv. I 1755 åbnede Grimani-familien et nyt og mindre teater, Teatro San Benedetto, hvilket førte til, at San Giovanni mistede betydning i Venedigs teaterliv.
Efter den franske besættelse af Venedig var teatret et af de få teatre, der ikke blev lukket. I 1819 blev det solgt til Giovanni Gallo, som ændrede dets navn til Teatro Malibran i 1837 for at ære den berømte spanske mezzo-sopran, Maria Malibran. I 1849 vendte østrigerne tilbage til Venedig; i protest herover lukkede alle teatre – med undtagelse af Teatro Malibran.
Efter at have været lukket i en række år blev teatret genåbnet i 1919 og var et aktivt center for opera og operette – og for film – i første halvdel af det 20. århundrede. I 1992 købte kommunen teatret; ved den lejlighed blev det restaureret og udvidet.
Teatro Malibran var midlertidigt hjemsted for orkestret fra Teatro La Fenice efter branden på Fenice.
45°26′7.55″N 12°20′4.31″Ø / 45.4354306°N 12.3345306°Ø